# كلفن بول
كلفن بول (بالإنجليزية: Kelvin Poole)‏ هو دراج أسترالي، ولد في 27 مارس 1958.

## وصلات خارجية
- كلفن بول على موقع أرشيف الدراجات (الإنجليزية)
- كلفن بول على موقع أوليمبيديا (الإنجليزية)
- كلفن بول على موقع اللجنة الأولمبية الأسترالية (الإنجليزية)